# Париж подождёт
«Париж подождёт» (англ. Paris Can Wait) — американский художественный фильм 2016 года в жанре мелодрама режиссёра Элинор Коппола. Премьера фильма в России состоялась 16 февраля 2017 года.

## Сюжет
Фильм рассказывает о путешествии жены успешного и чрезвычайно занятого продюсера вместе с попутчиком, во время которого между ними начинаются романтические отношения.
Энн и Майкл планируют поездку из Канн, где завершился кинофестиваль, в Париж с заездом в Будапешт. На аэродроме пилот частного джета предупреждает, что во время полёта у Энн может заложить уши. Тогда Энн решает не лететь, а ехать прямо в Париж  на автомобиле. Жак — деловой партнёр Майкла — остаётся с Энн, они обедают вместе, но после обеда Жак ведёт себя странно — он просит кредитку Энн, чтобы расплатиться за обед и продлить бронь в отеле.
Проезжая дорогами Прованса Жак и Энн разговаривают об импрессионистах и архитектуре. По пути они делают остановку, чтобы посмотреть римский акведук. Не доехав до Парижа, на ночь они останавливаются в отеле. Во время совместного ужина в отеле Жак осыпает Энн комплиментами. Из разговора становится понятно, что Жак — гедонист, ценитель тонких вин и любитель высокой кухни. В конце ужина Жак неосторожно рассказал об одном случае, когда Майкл подарил начинающей актрисе свои часы «Ролекс». Выяснилось, что это был подарок Энн. Наутро Жак снова расплачивается кредиткой Энн.
Новый день попутчики начинают с поездки в Лион, где снова рассматривают достопримечательности Романской эпохи. Во время остановки Жак дарит Энн целую охапку роз, которые занимают все заднее сидение его автомобиля. Внезапно автомобиль ломается, и Жак предлагает остановиться на пикник на берегу реки. Становится очевидно, что Жак совершенно не торопится в Париж. Он угощает Энн вином, фруктами и французскими сырами. Ремонтом автомобиля занимается Энн. Она быстро находит поломку — порвался приводной ремень, который она заменяет своими колготками. Путешественники добираются до автосервиса, где меняют авто Жака на новый автомобиль. В Лионе Энн осматривает Музей братьев Люмьер, пока Жак занимается своими делами. Затем они идут на рынок, где Жак демонстрирует Энн местные деликатесы: сыры, колбасы и дичь. После обеда они посещают музей текстиля и предсказуемо не попадают в Париж.
Когда уже почти стемнело, Энн захотела увидеть готический сбор в Везле, откуда Ричард Львиное Сердце начал III Крестовый поход. Во время осмотра алтаря Энн делится грустными воспоминаниями о смерти своего грудного ребёнка, у которого был врождённый порок сердца. За ужином Жак рассказывает Энн о бургундских винах и о том, как прошло его детство. Поздним вечером они наконец приезжают в Париж. Жак поднимается к ней в квартиру и дарит ей цветы. Внезапно Жак признаётся Энн в своих чувствах к ней. Он предлагает Энн провести время вместе, когда он приедет в Калифорнию.
Утром консьержка приносит Энн коробку конфет и конверт с наличными деньгами, которые вернул Жак.

## В ролях
- Дайан Лейн — Энн
- Алек Болдуин — Майкл
- Арно Виард — Жак
- Седрик Монне